# Dabajuro (khu tự quản)
Dabajuro là một khu tự quản thuộc bang Falcón, Venezuela. Thủ phủ của khu tự quản Dabajuro đóng tại Dabajuro. Khự tự quản Dabajuro có diện tích 1144 km2, dân số theo điều tra dân số ngày 21 tháng 10 năm 2001 là 17534 người.